# Jeti
Este artículo es acerca del software. Para otros usos, véase Jety
Jeti es un cliente de mensajería instantánea (IM) multiplataforma que se puede ejecutar en un navegador web sin necesidad de instalación. Utiliza el lenguaje de programación Java y el protocolo XMPP. Se trata de software libre, pues se distribuye bajo licencia GPL. Jeti está disponible en nueve idiomas.
Jeti ganó el premio a la Mejor aplicación Java del año 2005 para OS/2.

## Aplicaciones
Muchos equipos públicos (bibliotecas, escuelas, cibercafés) no tienen clientes XMPP instalados, pero casi todos tienen navegadores de Internet. Los usuarios de XMPP que no pueden instalar el software cliente, pero tienen acceso a Internet, pueden utilizar Jeti.